# Чагатаиды
Чагатаиды, Джагатаиды — чингизиды, потомки второго сына Чингизхана, монгольского царевича Чагатая (Джагатая). Владения чагатаидов охватывали Среднюю Азию. Наиболее политически и экономически стабильным периодом было правление Кебек-хана (1318‒1326).

## Генеалогия
- Чагатай
  - Мутугэн
    - Бури
    - Хара-Хулагу
      -  Мубарек-шах

    -  Есун-Тува
      -  Борак-хан
        -  Дува
          - Ильчигидай
          - Кебек-хан
          - Дурра Тимур-хан
            -  Бузан-хан

          - Тармаширин
          -  Эмил-Ходжа
            -  Тоглук-Тимур → Туглуктимуриды

  - Есу-Мункэ
  -  Байдар
    -  Алгу